# Verspronckbrug
De Verspronckbrug, aanvankelijk Schoterbrug genoemd, is een vaste brug in de Noord-Hollandse stad Haarlem. De brug overspant de Schotersingel en verbindt het Staten Bolwerk (N200) met de Verspronckweg. De brug ligt iets ten noorden van de voormalige stadspoort Deymanspoort en het voormalig Station Haarlem Bolwerk. 
De brug werd in 1940 gebouwd en diender ter vervanging van de hier aanwezige Schoterbrug. De brug is net zoals de gelijknamige weg vernoemd naar de Haarlemmse kunstschilder Johannes Cornelisz. Verspronck.
De brug lijkt door de rond 1950 geplaatste ijzeren borstweringen een geheel met de Kenaubrug te vormen, deze brug ligt iets ten zuiden van de Verspronckbrug. Tussen deze twee bruggen ligt de rijksmonumentaale Kenauspoorbrug, daterend uit 1906.
Tijdens een verkeerstelling op 3 september 1957 reden er staduitwaarts bijna zo’n 5.000 voertuigen over de brug.
Voor de pleziervaart heeft de brug een geringe doorvaarthoogte van een 1,1 m. Volgens de “Ambitiekaart Haarlemse Wateren” bestaat bij de gemeente de wens om de brug op te hogen.